# Ludvik Zvonar
Ludvik Zvonar, slovenski veteran vojne za Slovenijo,član Republiške koordinacije 1991, inštruktor pri Ljubljanskem pokrajinskem štabu Teritorialne obrambe RS, ustanovitelj in direktor Uprave za logistiko MORS med vojno,Uprava za logistiko MORS je pred vojno oskrbela obrambne sile RS z nujno potrebnim  orožjem iz uvoza. Po vojni je vodil ustanovitev Tehničnega zavoda MORS.

## Odlikovanja in nagrade
Leta 1992 je prejel Častni znak svobode Republike Slovenije z naslednjo utemeljitvijo: »za izjemne zasluge pri obrambi svobode in uveljavljanju suverenosti Republike Slovenije«. Leta 1993 je prejel Red Slovenske vojske z zvezdo ukaz št. 261/1779 z dne 14.5.1993 z utemeljitvijo za izjemne zasluge pri razvoju,krepitvi in uspehih oborožene sile RS in MORS. Spominski znak Teritorialne obrambe (ENKA) v seznamu nosilcev je znak vpisan pod št. 109 z dne 22.5.1992. Spominski znak Peta obletnica vojne za Slovenijo št. 902-426/96 z dne 27.6.1996. Priznanje MORS  Ustanovitelju Tehničnega zavoda. Spominska medalja ZVVS udeležencem vojne za samostojno Slovenijo 1991 št. 4007 z dne 26.6.201. Spominski znaki - bojne akcije: " Borovnica - zavzetje skladišča; Hrast - uvoz radijskih postaj Racal; <Kanal - prva ladja nujno potrebnega orožja iz uvoza za oborožitev obrambnih sil Slovenije (TO in Milice). Maribor - Dobova - zaseg oklepnikov v TAM Maribor last JLA in vračilo oklepnikov JLA v Dobovi.